# Bušćak
Bušćak ist ein Dorf in der Verbandsgemeinde Konjic in Bosnien und Herzegowina. Es befindet sich im Kanton Herzegowina-Neretva in den Bergen nordwestlich von Konjic und nördlich des Jablaničko jezero.
Das Dorf wurde am 14. März 1993 von bosnischen Regierungstruppen angegriffen und geplündert, die Bevölkerung wurde vertrieben.
1991 hatte der Ort noch 136 Einwohner:
- Kroaten: 72
- Bosniaken: 63
- unbekannt: 1

Bei der Volkszählung 2013 hatte der Ort 15 Einwohner, die sich alle als Bosniaken identifizierten.